# مارفن كاتس
مارفن كاتس (بالإنجليزية: Marvin Katz) هو قاضي أمريكي، ولد في 22 نوفمبر 1930 في فيلادلفيا في الولايات المتحدة، وتوفي بنفس المكان في 12 أكتوبر 2010.